# Provincia de Sabana Occidente
La Provincia de Sabana Occidente es una de las 15 provincias del departamento de Cundinamarca, en Colombia. Situada estratégicamente en la sabana de Bogotá, esta provincia se encuentra en la región central del país y actúa como un eje de conexión entre la capital, Bogotá, y otras áreas del altiplano cundiboyacense. Con una población aproximada de 636.000 habitantes y una extensión territorial de 932,51 km², Sabana Occidente se eleva a una altitud media de 2587 m s. n. m. Está conformada por los municipios de Bojacá, El Rosal, Facatativá (capital de la provincia), Funza, Madrid, Mosquera, Subachoque y Zipacón, que en conjunto constituyen un núcleo estratégico para el desarrollo económico, social y cultural del departamento de Cundinamarca.
Esta región combina un notable dinamismo industrial y agrícola con paisajes caracterizados por su biodiversidad y recursos naturales, incluyendo áreas protegidas como el Macizo El Tablazo y el cerro Manjuí, junto con humedales como el Gualí, Tres Esquinas y la Laguna del Funzhé, fundamentales para la sostenibilidad ecológica de la región. La cercanía a Bogotá, junto con su infraestructura de transporte y logística, ha impulsado un crecimiento urbano acelerado, convirtiendo a Sabana Occidente en una zona de expansión estratégica tanto para la vivienda como para actividades económicas.
Con una rica historia y patrimonio cultural, esta provincia conserva vestigios de la ocupación indígena muisca, así como tradiciones que han perdurado a lo largo de los siglos. Las festividades locales, las expresiones artísticas y la gastronomía típica reflejan la diversidad cultural y el carácter comunitario de sus habitantes. Asimismo, la región enfrenta desafíos importantes, como la planificación urbana sostenible y la preservación de sus recursos naturales frente a la presión del desarrollo industrial.

## Subdivisión territorial
La provincia está conformada por ocho municipios:

### Bojacá
Bojacá, fundado el 16 de octubre de 1537, es el segundo municipio más antiguo de la provincia de Sabana Occidente, establecido en los primeros años de la conquista española. Su territorio, que abarca 109 km², se encuentra a una altitud promedio de 2598 m s. n. m., lo que lo posiciona como el tercero más elevado de la provincia. Con una población de 12,189 habitantes, Bojacá es el segundo municipio menos poblado de la región. En la actualidad, su administración está a cargo de Gabriel Hernán González Rojas, quien ejerce como alcalde durante el período 2024-2027.
Bojacá es reconocida como capital cultural, religiosa e histórica de Cundinamarca, destacándose en el ámbito del bambuco. Cada mayo, el municipio celebra el Reinado Departamental del Bambuco y el Concurso Nacional de Danzas, donde se elige a la representante de Cundinamarca para el Reinado Nacional del Bambuco en Neiva, Huila. Este evento también reúne delegaciones de danza de diferentes departamentos del país.
Su principal atractivo es el Santuario de Nuestra Señora de la Salud, fundado hacia 1750 y custodiado por la Orden de San Agustín. Este recinto alberga la imagen de Nuestra Señora de los Dolores y su arquitectura colonial refleja la religiosidad campesina, ganándose el apodo de La Roma Chiquita. También se encuentra el Convento de Novicios de la Provincia de Nuestra Señora de Gracia de Colombia y Ecuador, perteneciente a la misma orden.
El municipio es igualmente conocido por el parque arqueológico Piedras de Chivonegro, un sitio de relevancia cultural que conserva arte rupestre y formaciones rocosas asociadas al legado muisca.

### El Rosal
El Rosal, fundado el 25 de septiembre de 1997, es el municipio más reciente de la provincia de Sabana Occidente. Con una extensión de 86.5 km², es el segundo más pequeño de la región en términos territoriales y se encuentra a una altitud promedio de 2,685 m s. n. m., la más elevada de la provincia. Su población alcanza los 26,052 habitantes. Actualmente, su gobierno está a cargo de Jorge Mikan Salgado, quien ocupa el cargo de alcalde durante el período 2024-2027.
El municipio de El Rosal es recordado por la Emboscada de El Rosal, uno de los enfrentamientos más sangrientos en la historia suramericana. El 25 de abril de 1861, el general Tomás Cipriano de Mosquera, con 2700 revolucionarios, combatió contra 5000 hombres del general Joaquín París en el Valle de Subachoque. Tras 12 horas de enfrentamientos, el saldo fue de aproximadamente mil entre heridos y muertos.
Posteriormente, Mosquera solicitó refuerzos al general José María Obando, quien avanzó hacia la Sabana por Bojacá y Subachoque. Al cruzar la quebrada Cruz Verde en El Rosal, Obando y sus 500 hombres fueron emboscados por tropas gubernamentales lideradas por el general Heliodoro Ruiz. Durante el enfrentamiento, el general Ambrosio Hernández dio muerte a Obando.

### Facatativá
Facatativá, fundado el 3 de julio de 1600, es la capital de la provincia de Sabana Occidente y ha desempeñado un papel histórico destacado desde la época colonial. Con una extensión de 158 km², es el segundo municipio más grande de la región en términos territoriales y se encuentra a una altitud promedio de 2586 m s. n. m. Su población actual es de 171,926 habitantes, lo que lo convierte en el municipio más poblado de la provincia. En el período 2024-2027, la administración está a cargo del alcalde Luis Carlos Casas Alvarado.
Facatativá destaca por el Parque Arqueológico de las Piedras del Tunjo, el principal sitio arqueológico de la región. Este lugar, antigua fortaleza muisca del período precolombino, formaba parte del Zipazgo de Bacatá (actual Funza) dentro de la Confederación Muisca. Sobresalía por el Cercado de los Zipas, un conjunto de piedras monumentales utilizadas como residencia, adoratorio y punto de vigilancia, además de túneles subterráneos con fines militares y de ocultamiento de oro.
Facatativá destacó como punto clave en el desarrollo ferroviario colombiano, al albergar dos importantes sistemas férreos: el Ferrocarril de la Sabana de Bogotá y el Ferrocarril de Girardot. El Ferrocarril de la Sabana, operativo desde 1889, conectó las poblaciones del área metropolitana de Bogotá. Por su parte, el Ferrocarril de Girardot, autorizado en 1873, fue concebido para enlazar Bogotá con el río Magdalena. Su construcción, iniciada en 1881 por el ingeniero Francisco Javier Cisneros, alcanzó Apulo en 1888. Sin embargo, la falta de recursos retrasó su extensión, que solo avanzó 10 km entre 1895 y 1907. Finalmente, en 1909, la línea llegó a Facatativá, donde se conectó con el Ferrocarril de la Sabana. Esta conexión eliminó la dependencia del transporte por mulas en la ruta entre la Costa Caribe y Bogotá. El trayecto incluía el tren entre Puerto Colombia y Barranquilla, vapores fluviales hasta La Dorada y Girardot, y trenes desde Girardot hasta Bogotá. En 1953, ambos sistemas fueron integrados a los Ferrocarriles Nacionales.
La ciudad también es sede de la diócesis de Facatativá, circunscripción eclesiástica de la Iglesia católica en Colombia, sufragánea de la arquidiócesis de Bogotá, cuya jurisdicción excede la provincia de Sabana Occidente. Además, alberga la Escuela de Comunicaciones Militares del Ejército.

### Funza
Fundado el 20 de abril de 1537, Funza es el municipio más antiguo de la provincia de Sabana Occidente. Con una extensión de 70 km², es el más pequeño de la región, junto a Zipacón. Situado a una altitud promedio de 2548 m s. n. m., ocupa el segundo lugar en términos de altitud más baja de la provincia. Su población de 115,217 habitantes lo posiciona como el cuarto municipio más poblado de la provincia y uno de los de mayor densidad poblacional en el departamento. Actualmente, la administración municipal está a cargo de Jeimmy Sulgey Villamil Buitrago, alcaldesa durante el período 2024-2027.
Funza, conocida en época precolombina como Muyquytá, fue la capital del Zipazgo de Bacatá, la principal entidad político-administrativa de la Confederación Muisca. El zybyn de Bacatá abarcaba gran parte de la actual Sabana de Bogotá, y de su nombre deriva el de la ciudad de Bogotá, actual capital de Colombia. El conquistador español Gonzalo Jiménez de Quesada fundó, el 6 de agosto de 1538, la ciudad de Santafé de Bogotá cerca del territorio de Muyquytá, estableciendo la capital del Nuevo Reino de Granada, posteriormente del Virreinato de la Nueva Granada. Así, Bacatá y Bogotá corresponden a dos lugares distintos: Bacatá, al occidente del río Bogotá, y la actual Bogotá, cuyo núcleo original fue La Candelaria.
El zybyn de Muyquytá era el más relevante del zipazgo, no solo por la cantidad de uta bajo su jurisdicción, sino también porque Funza era la residencia oficial del zipa, máxima autoridad del territorio. Los habitantes del zipazgo fueron denominados por los españoles como bacataes, reflejando la centralidad política de Bacatá, y ocasionalmente el zipa fue identificado con este nombre.
Algunos autores sostienen que el nombre Bacatá, que significa fuera de la labranza, fue asignado a Muyquytá para diferenciarlo del poblado español de Santafé, y que posteriormente ambos nombres se fusionaron en Santafé de Bogotá.

### Madrid
Fundado el 20 de noviembre de 1559, Madrid es el tercer municipio más antiguo de la provincia de Sabana Occidente. Con una extensión de 120,5 km², ocupa el tercer lugar en términos de tamaño territorial en la región. Su altitud promedio es de 2554 m s. n. m., y con una población de 139,005 habitantes, se sitúa como el tercer municipio más poblado de la provincia. Actualmente, la administración municipal está bajo la dirección de Carlos Alberto Chávez Moya, quien ejerce como alcalde durante el período 2024-2027.
Madrid fue habitado por la Cultura Herrera, una de las primeras sociedades sedentarias de la Sabana de Bogotá. Este asentamiento precolombino se desarrolló en torno a recursos hídricos, como el río Subachoque y la Laguna de La Herrera, esenciales para su subsistencia y prácticas rituales. La evidencia arqueológica, que incluye complejos funerarios y posibles estructuras astronómicas, sugiere una profunda conexión simbólica y económica con el agua, así como un avanzado conocimiento de los ciclos biogeoquímicos y astronómicos que guiaban su vida agrícola y espiritual.
Más tarde, el territorio fue conocido como Tibaitatá, un importante centro agrícola dentro del Zipazgo de Bacatá. Gobernado por el cacique Sugasuca al final del periodo precolombino, Tibaitatá desempeñaba un rol clave en la producción agrícola. Las tierras, fundamentales para el sustento de la región, fueron altamente apreciadas por los invasores españoles, entre ellos el encomendero Antonio de Vergara Azcárate, quien estableció la famosa Hacienda Casablanca.
Madrid es reconocida en la aviación colombiana por ser sede del Comando Aéreo de Mantenimiento, la base aérea más antigua del país, y de la Escuela de Suboficiales de la Fuerza Aérea Colombiana. Figuras como el bojaquense Justino Mariño y el gachetuno Andrés M. Díaz dejaron un legado significativo, mientras que la visita de Charles Lindbergh marcó un hito en la identidad local, subrayando la relevancia histórica de Madrid en el ámbito aeronáutico nacional.

### Mosquera
Fundado el 27 de septiembre de 1861, Mosquera es el segundo municipio con una fundación relativamente reciente en la provincia de Sabana Occidente. Con una extensión territorial de 107 km², es el tercero más pequeño de la región. Su altitud promedio es de 2516 m sobre el nivel del mar, la más baja de la provincia. Con una población de 151,244 habitantes, es el segundo municipio más poblado de la provincia. En la actualidad, la administración municipal está a cargo de Nelson Hernán Parra Laguna, quien ejerce el cargo de alcalde durante el período 2024-2027.
Mosquera destaca por su riqueza en yacimientos paleontológicos y arqueológicos, incluidas manifestaciones de arte rupestre, como dibujos en tinta roja en acantilados. Estas evidencias fueron documentadas en 1951 por José Royo Gómez, investigador del Servicio Geológico Colombiano y director del University of California Museum of Paleontology (UCMP). Durante sus exploraciones, identificó un depósito fósil de la era cuaternaria que contenía restos de animales como el perico ligero y una mandíbula de mastodonte, cuyos colmillos y vértebras aún se conservan. Estos hallazgos se localizaron en las fincas Mondoñedo y Aguas Claras, actualmente destinadas a la ganadería.
Entre los descubrimientos, destaca un fragmento de cerámica zoomorfa con incisiones en el lomo, encontrado cerca de los depósitos fósiles. Inicialmente considerado ajeno a la tipología cerámica muisca, este fragmento muestra similitudes con piezas halladas en la Laguna de Guatavita, entregadas al Instituto Colombiano de Antropología e Historia en 1950 por Peter Schuler. La cerámica fue extraída de un estrato geológico compuesto por fango y ceniza, más antiguo que la cultura muisca, correspondiente a un lago preexistente que cubría la región.
En el ámbito religioso, Mosquera sobresale por la llegada de la congregación Pía Sociedad de San Francisco de Sales en 1903 y la visita del papa Pablo VI el 23 de agosto de 1968.

### Subachoque
Fundado el 16 de marzo de 1774, Subachoque es el tercer municipio de fundación relativamente reciente en la provincia de Sabana Occidente. Con una extensión territorial de 212 km², es el más grande de la región. Su altitud promedio de 2663 m sobre el nivel del mar lo posiciona como el segundo municipio más elevado de la provincia. Con una población de 18,064 habitantes, es el tercero menos poblado de la región. Actualmente, la administración municipal está a cargo de Jorge Alberto Camacho Lizarazo, quien ocupa el cargo de alcalde durante el período 2024-2027.
Subachoque, el municipio más destacado por su riqueza natural en la provincia de Sabana Occidente, es conocido por albergar el Macizo El Tablazo, una formación montañosa cuya altitud varía entre 3.150 y 3.450 m s. n. m. Este ecosistema de páramo presenta temperaturas de 8 a 17 °C y contiene frailejones, musgos, pajonales, lagunas y caminos rurales. La formación actúa como barrera natural que condensa la humedad proveniente del norte, generando una niebla constante en sus alrededores. El área boscosa del cerro, de difícil acceso, alberga instalaciones de comunicación y una base policial que garantiza su seguridad. Limita con Supatá (vereda Santa Bárbara), Subachoque (vereda El Páramo) y San Francisco de Sales (vereda La Laja). Este ecosistema es refugio de diversas especies, como la rana dorada de Supatá, orquídeas y una rica avifauna. Además, el Macizo El Tablazo es un destino popular para ciclistas provenientes de la región y de Bogotá, quienes enfrentan exigentes pendientes que oscilan entre el 8 % y el 17 %, en rutas que combinan tramos pavimentados y destapados hacia la cumbre.
El municipio también alberga el cerro de Juaica. Con una altitud de 3100 m.s.n.m., se encuentra en el límite natural entre los valles de Subachoque y Tabio, formando parte de una cadena montañosa. Se accede desde Subachoque por su vertiente occidental, a través del antiguo camino del Arrayán. Este cerro, estratégico como mirador, ofrece vistas de las poblaciones mencionadas, el cerro Manjuí, El Tablazo y, en ocasiones, de la ciudad de Bogotá. Su ubicación y prominencia lo convirtieron en un centro religioso de relevancia para las comunidades muiscas de la sabana.

### Zipacón
Fundado el 5 de julio de 1576, Zipacón tiene una extensión territorial de 70 km², lo que lo convierte, junto con Funza, en el municipio más pequeño de la provincia. Su altitud promedio de 2550 m sobre el nivel del mar lo sitúa como el tercer municipio más bajo en altitud de la región. Con una población de 5,615 habitantes, es el municipio menos poblado de Sabana Occidente. Actualmente, la administración municipal está a cargo de Eduard Hernán Correa Sarmiento, quien ejerce el cargo de alcalde durante el período 2024-2027.
Zipacón es reconocido por albergar las evidencias más antiguas de agricultura y alfarería en la región, datadas en 1270 a. C. Durante el dominio de la Confederación Muisca, Zipacón estuvo bajo la jurisdicción del Zipazgo y funcionó como punto estratégico de guarnición para vigilar las incursiones de los panches, quienes solían invadir el territorio muisca a través de un boquerón cercano. Según tradiciones locales, el Zipa frecuentaba Zipacón para meditar en momentos de tristeza, lo que ha llevado a interpretar el nombre del municipio como El llanto del Zipa. Esta frase también figura como emblema en su escudo. En cuanto a la etimología, el Manuscrito 158 de la Biblioteca Nacional de Colombia, posiblemente una copia realizada a fines del siglo XVIII por encargo de José Celestino Mutis, atribuye a la palabra Cone el significado de llanto. Sin embargo, el Diccionario Chibcha de Joaquín Acosta Ortegón sostiene que significa Aliado de nuestro padre.
El municipio es conocido como La Villa Cultural de Cundinamarca, destaca por su rica tradición musical, artística y cultural. Esta se manifiesta en su antiguo Festival de Música Docta, el Museo del Disco, la Sala de Música de Cámara Guillermo Uribe Holguín, y su piano de cola francés Pleyel de 1922. La Casa de la Cultura alberga la exposición permanente de pintura Los Rostros de la Música, entre otros tesoros culturales. Además, es reconocido por la devoción a la Virgen Madre del Amor Hermoso, patrona que, según la creencia local, favorece las relaciones conyugales y apoya a quienes buscan pareja.

## Límites provinciales
| Noroeste: Provincia del Gualivá Supatá San Francisco de Sales La Vega Sasaima | Norte: Provincia de Rionegro Pacho                                                  | Nordeste: Provincia de Sabana Centro Zipaquirá Tabio                 |
| Oeste: Provincia del Gualivá Albán Provincia del Tequendama Anolaima Cachipay |                                                                                     | Este: Provincia de Sabana Centro Tenjo Cota Bogotá, Distrito Capital |
| Suroeste: Provincia del Tequendama La Mesa Tena                               | Sur: Provincia del Tequendama San Antonio del Tequendama Provincia de Soacha Soacha | Sureste: Bogotá, Distrito Capital                                    |

## Hechos históricos
- Funza fue la capital del Zipazgo en la Confederación Muisca, conocida como Muyquytá por los muiscas y llamada Bacatá por los conquistadores españoles. De esta manera, mantiene un vínculo cultural e histórico con Tunja, capital del Zaquezasgo.
- Funza y Facatativá alguna vez fueron la capital de Cundinamarca.
- El papa Pablo VI visitó Mosquera el 23 de agosto de 1968.
- Fray José María Salavarrieta, hermano de Policarpa Salavarrieta, fue cura de Bojacá.
- El piano de cola francés marca Pleyel de 1922 en Zipacón, un tesoro cultural que refleja la tradición musical del municipio y su legado en la música clásica.
- Charles Lindbergh visitó Madrid, Cundinamarca en enero de 1928.
- La base aérea más antigua del país se encuentra en Madrid, Cundinamarca (8 de noviembre de 1924).
- El municipio más alto de la provincia es El Rosal, con 2685 m s. n. m.
- El punto más alto de la provincia se encuentra en el Macizo El Tablazo, Subachoque, a 3522 m s. n. m.
- En 1997, a través de la Ordenanza 025, se estableció un nuevo municipio en la zona sur de Subachoque: El Rosal, una localidad que anteriormente formaba parte de este último.

## Galería de fotos

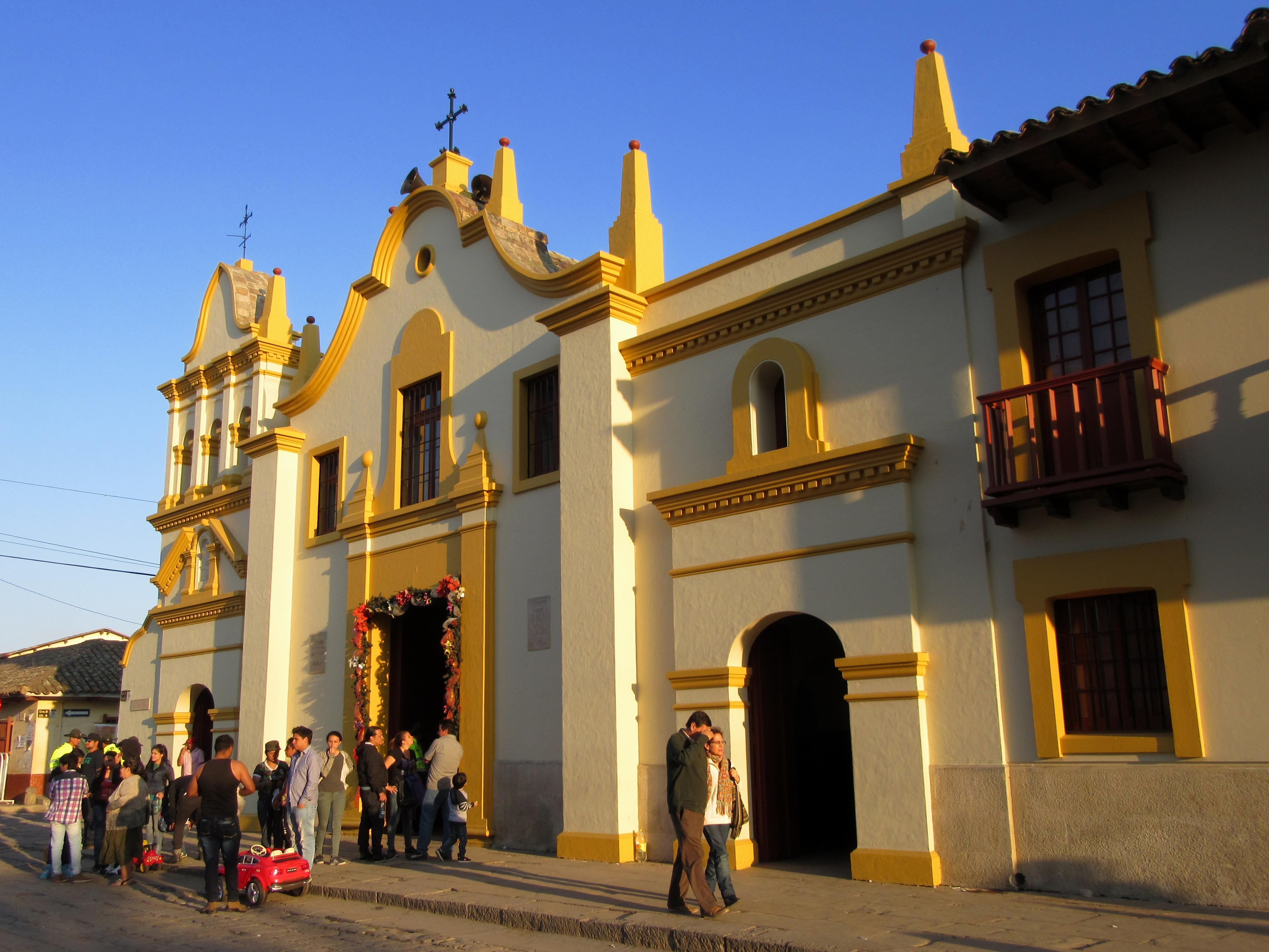
Santuario de Nuestra Señora de la Salud de Bojacá.
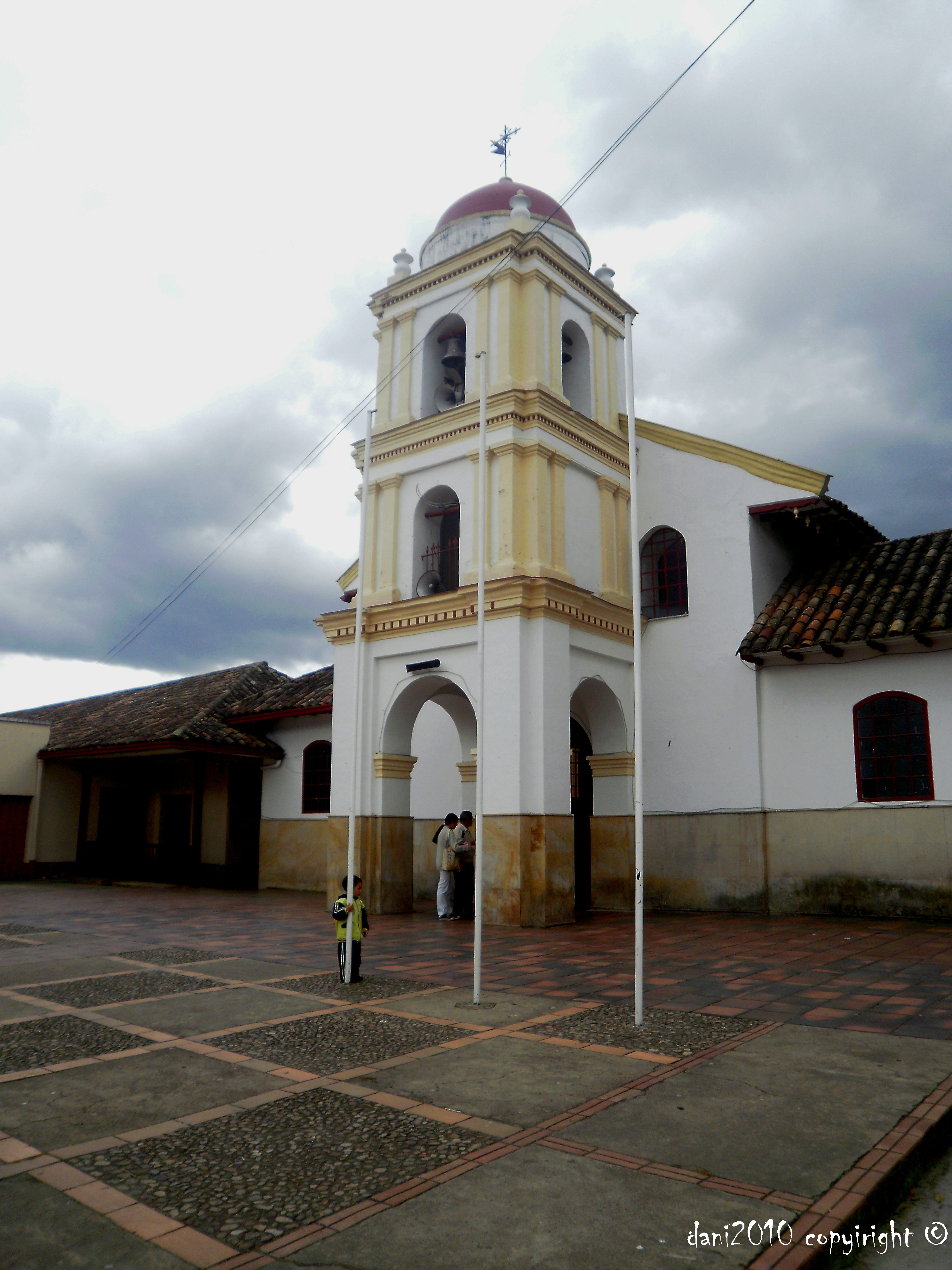
Parroquia San José, El Rosal.
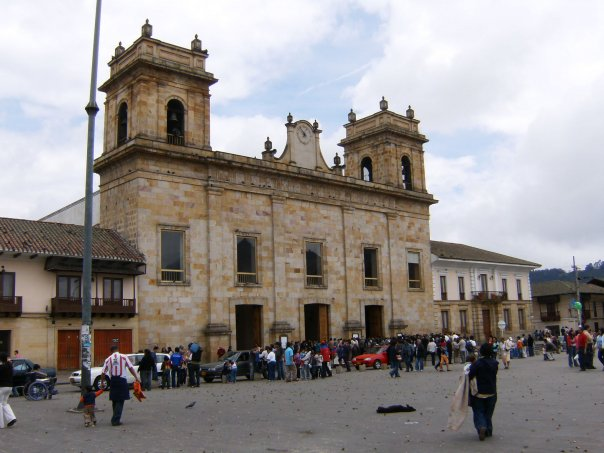
Catedral de Nuestra Señora del Rosario, Facatativá.
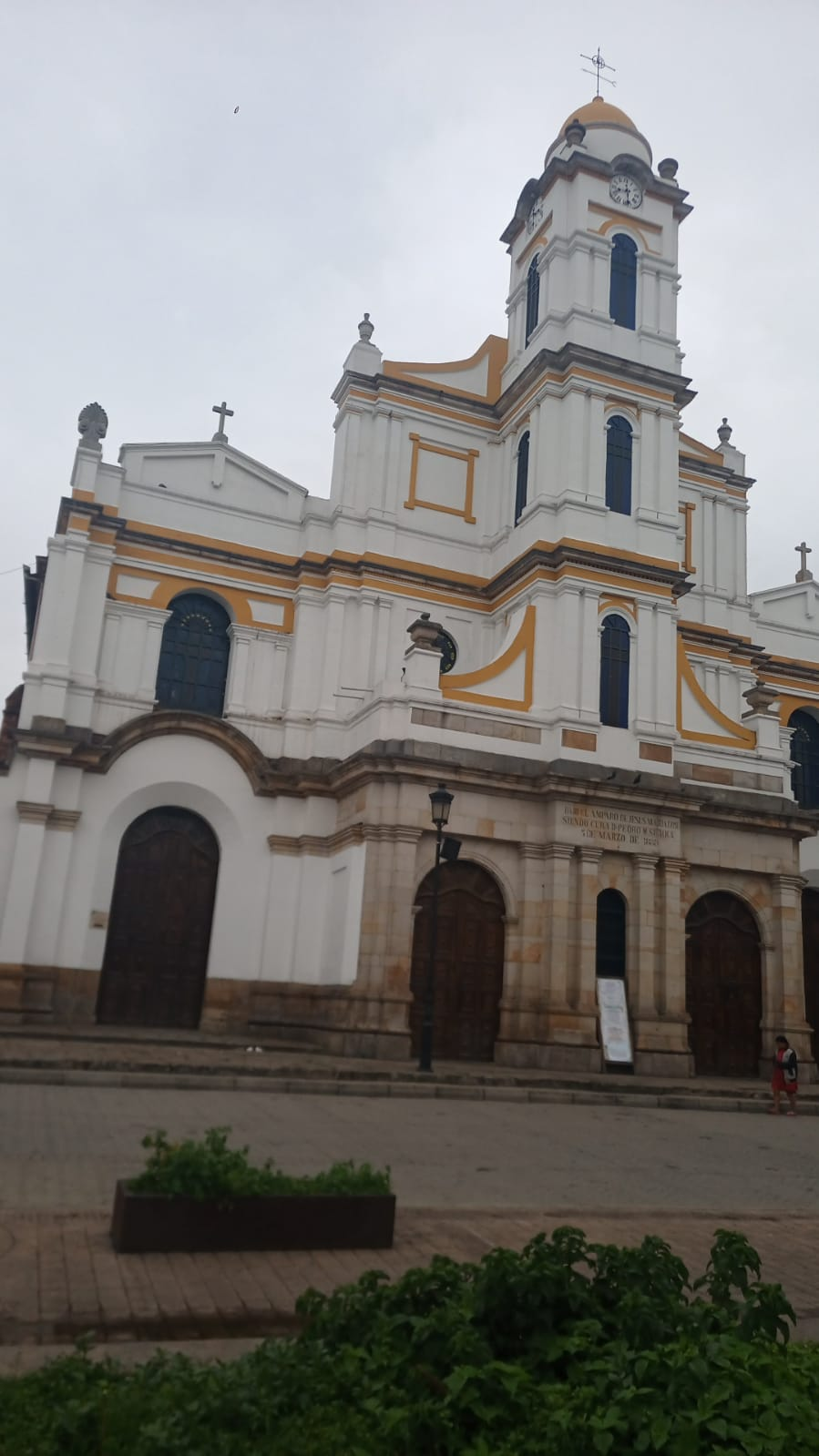
Parroquia Santiago Apóstol, Funza.
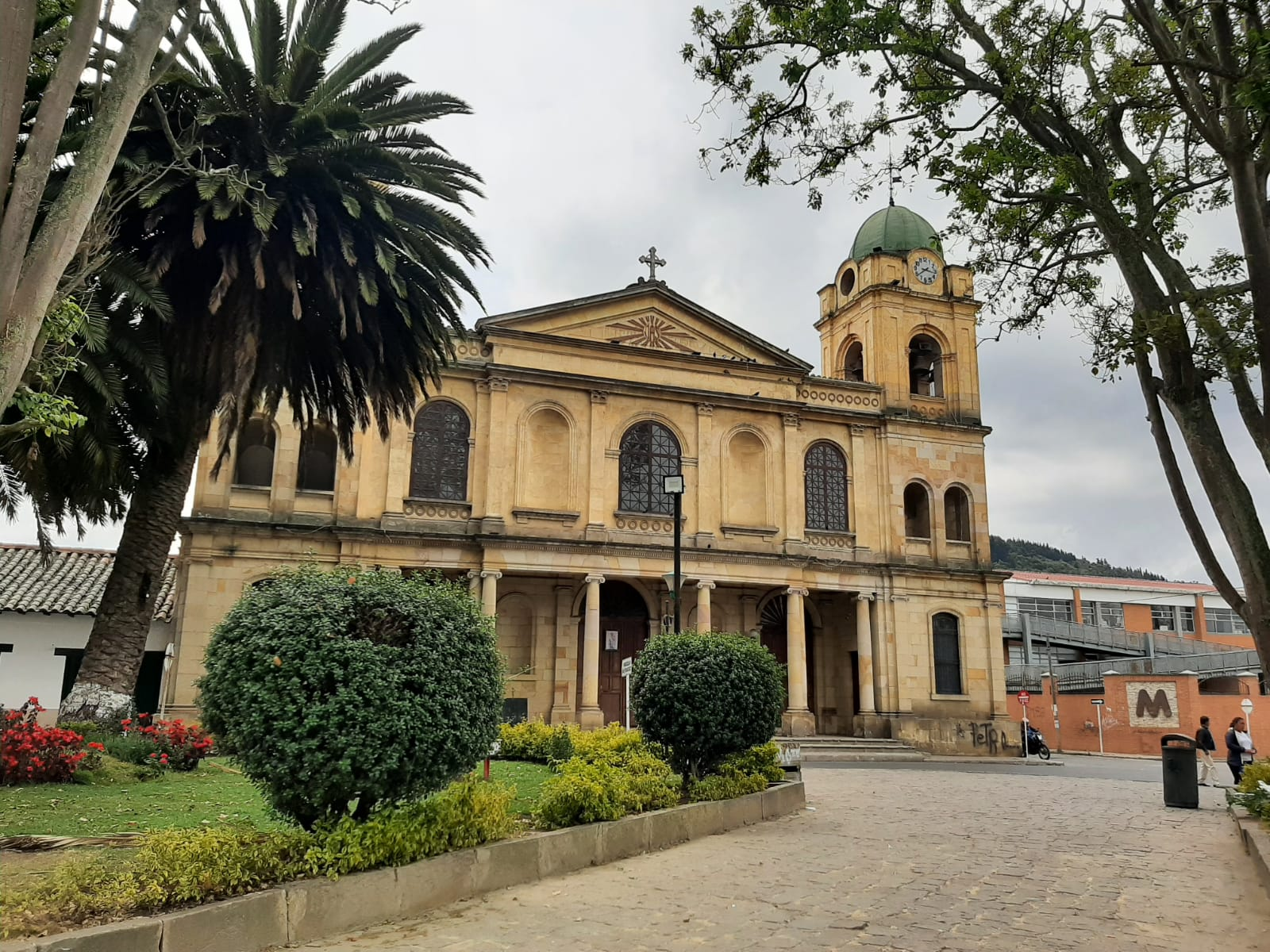
Parroquia San Francisco de Paula, Madrid.
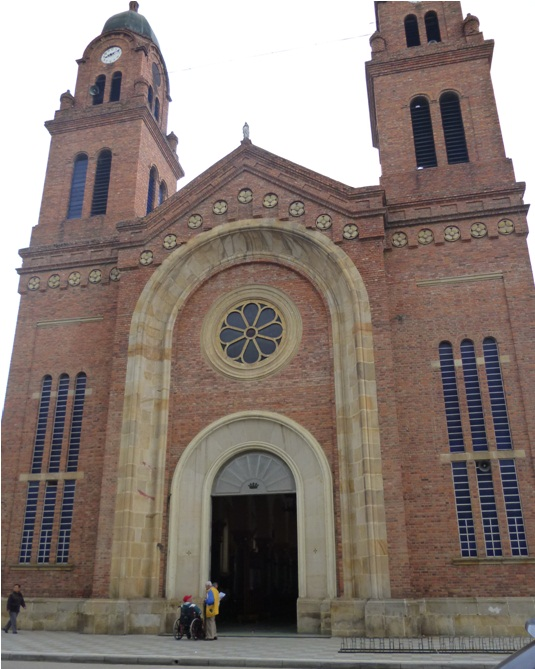
Parroquia María Auxiliadora, Mosquera.
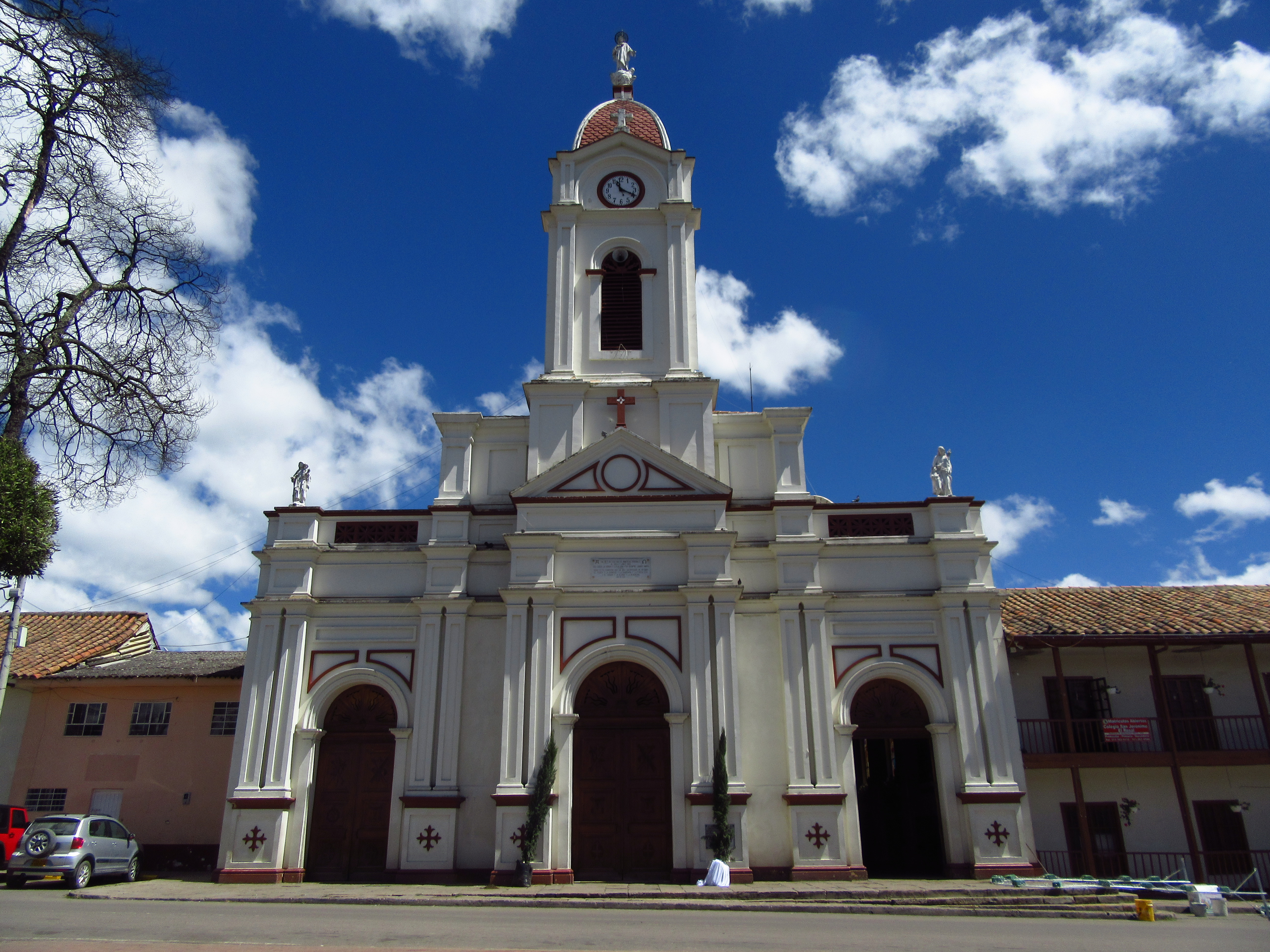
Parroquia San Miguel Arcangel, Subachoque.
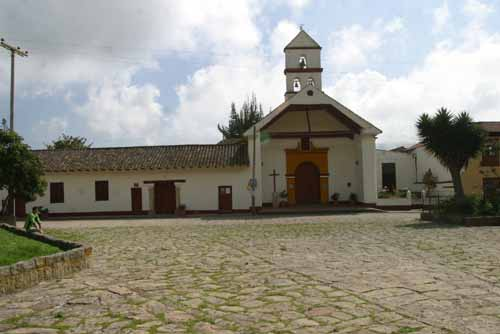
Parroquia San Antonio de Padua, Zipacón.
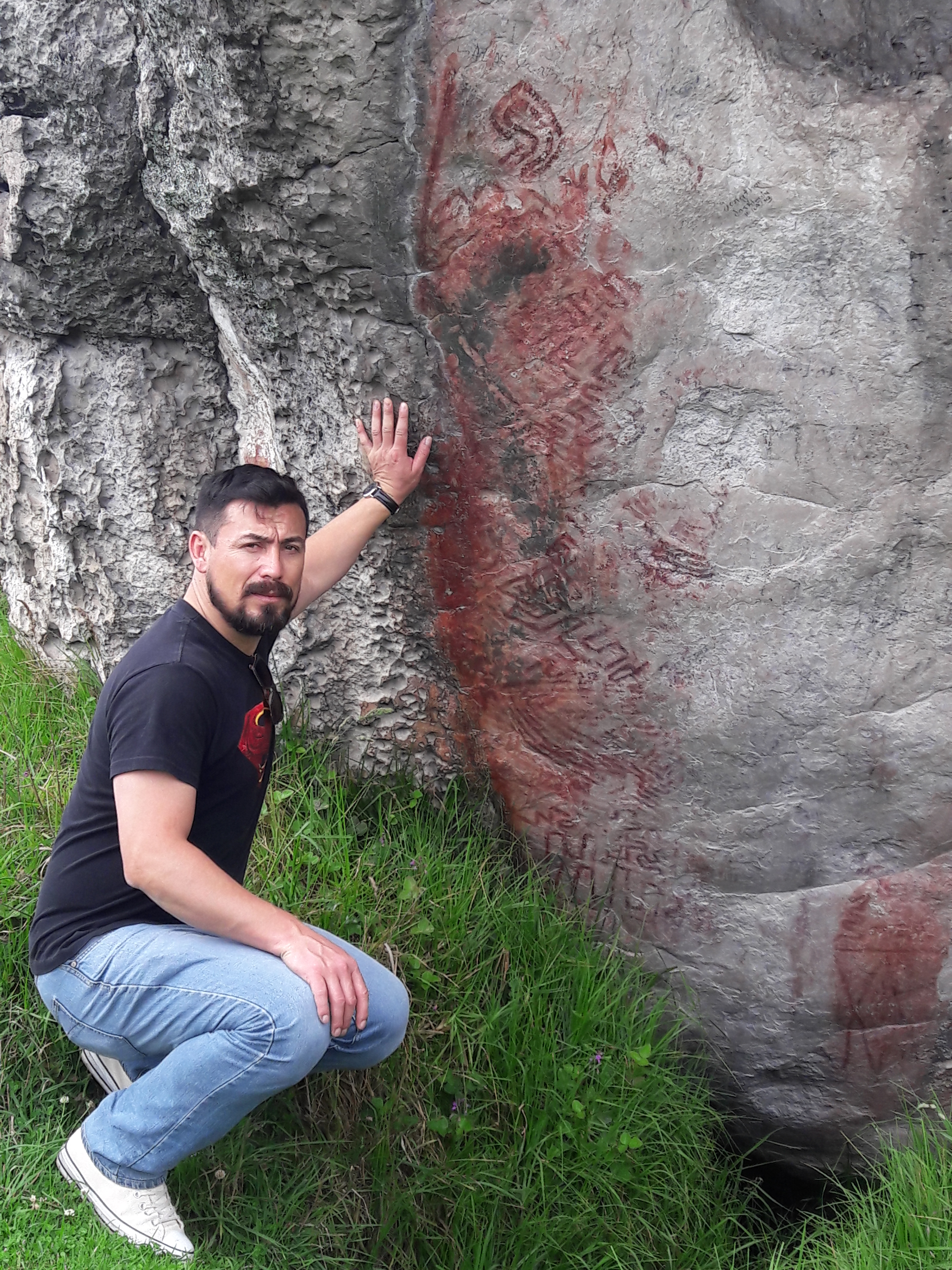
Pintura rupestre en el parque Piedras de Chivo Negro, Bojacá.
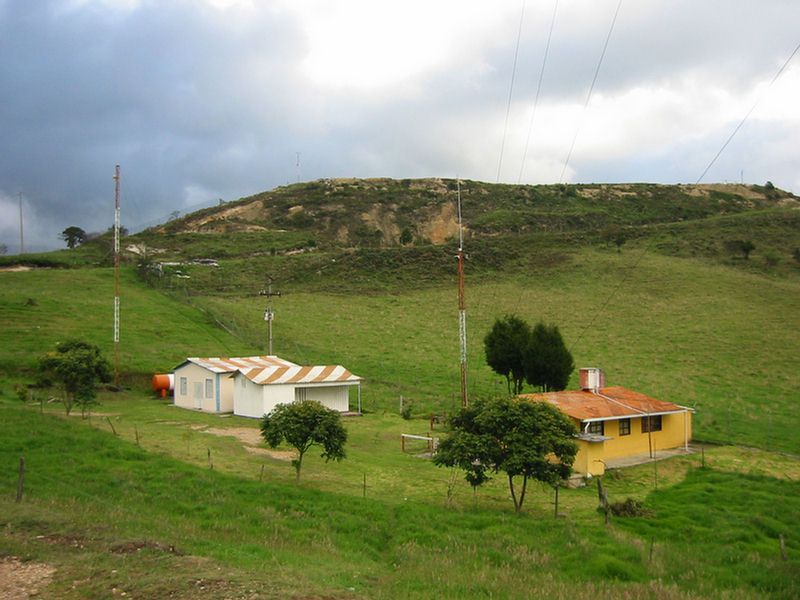
Estación Sísmica Primaria PS14, El Rosal.
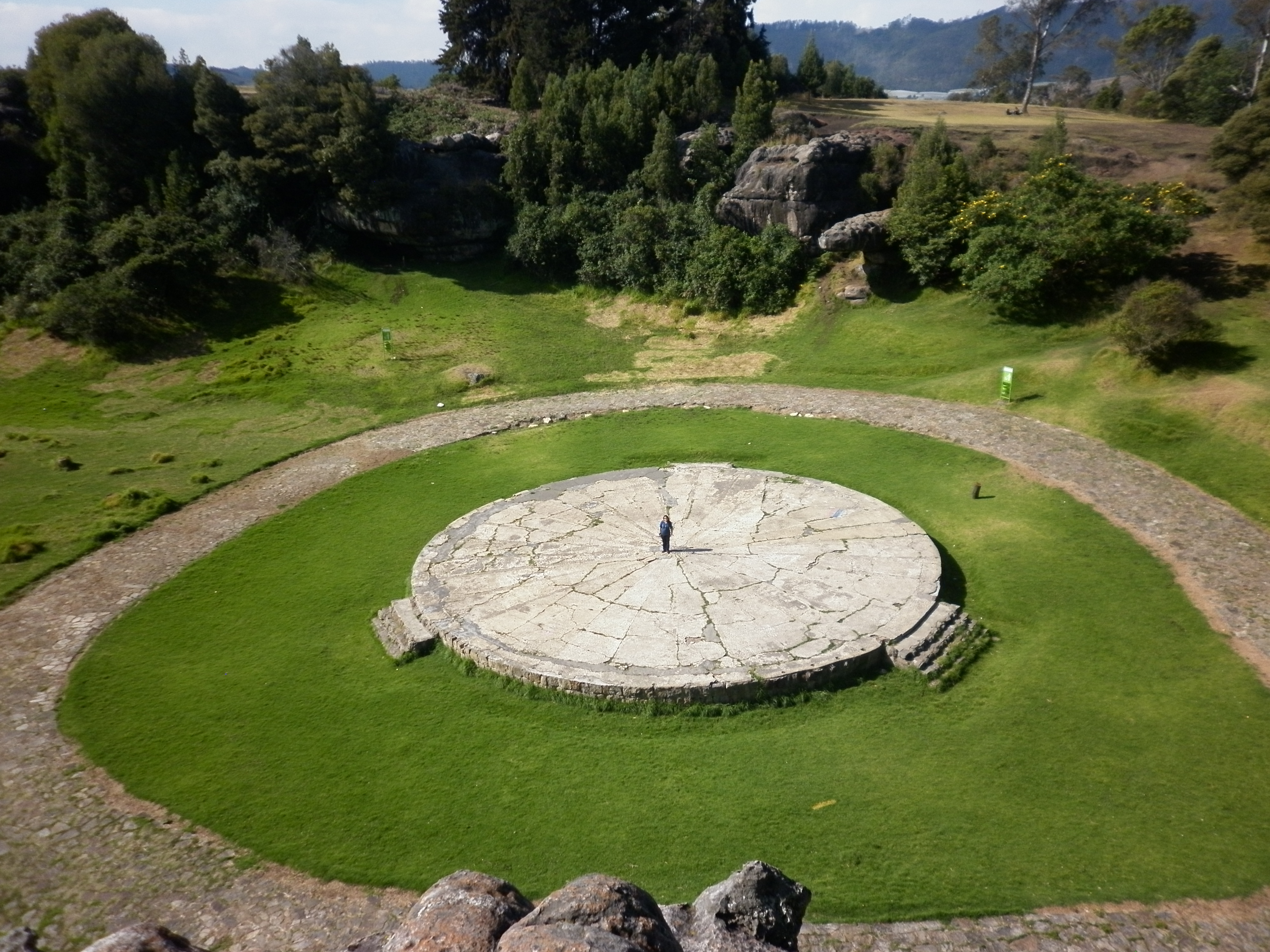
Parque Arqueológico Piedras del Tunjo, Facatativá.
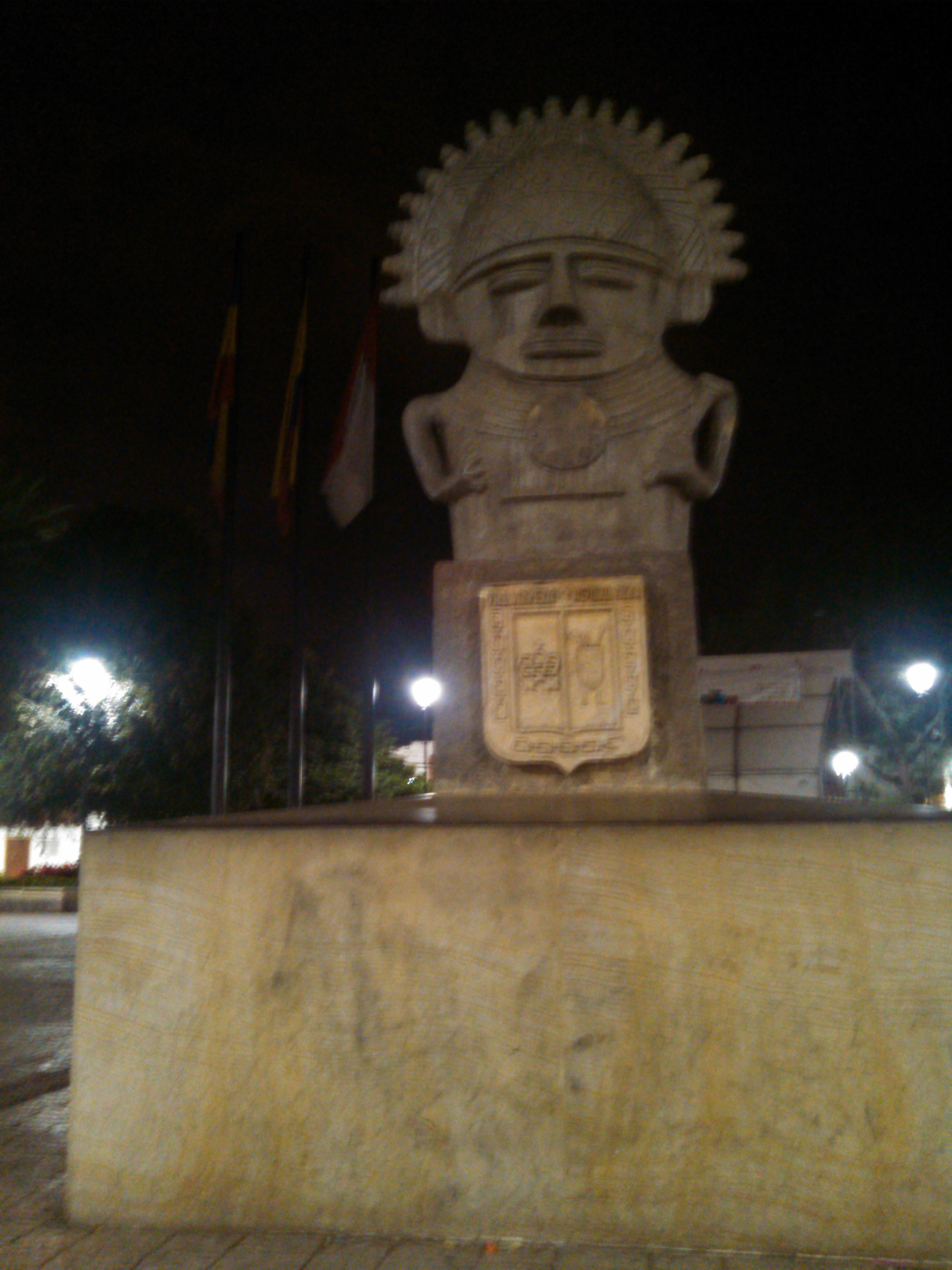
Monumento en honor a los Zipas, Funza (antigua Bacatá, capital del Zipazgo).
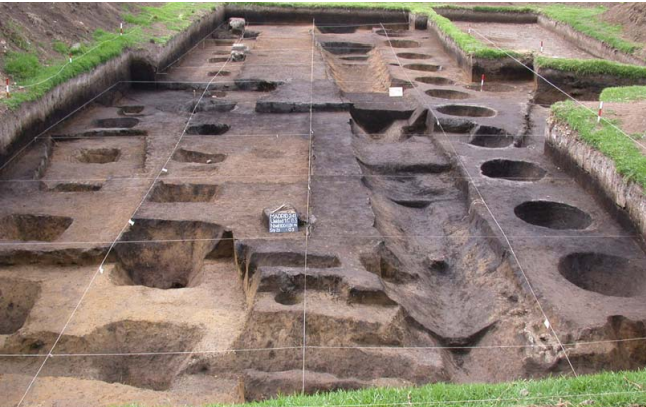
Yacimiento arqueológico de la Cultura Herrera, Madrid.
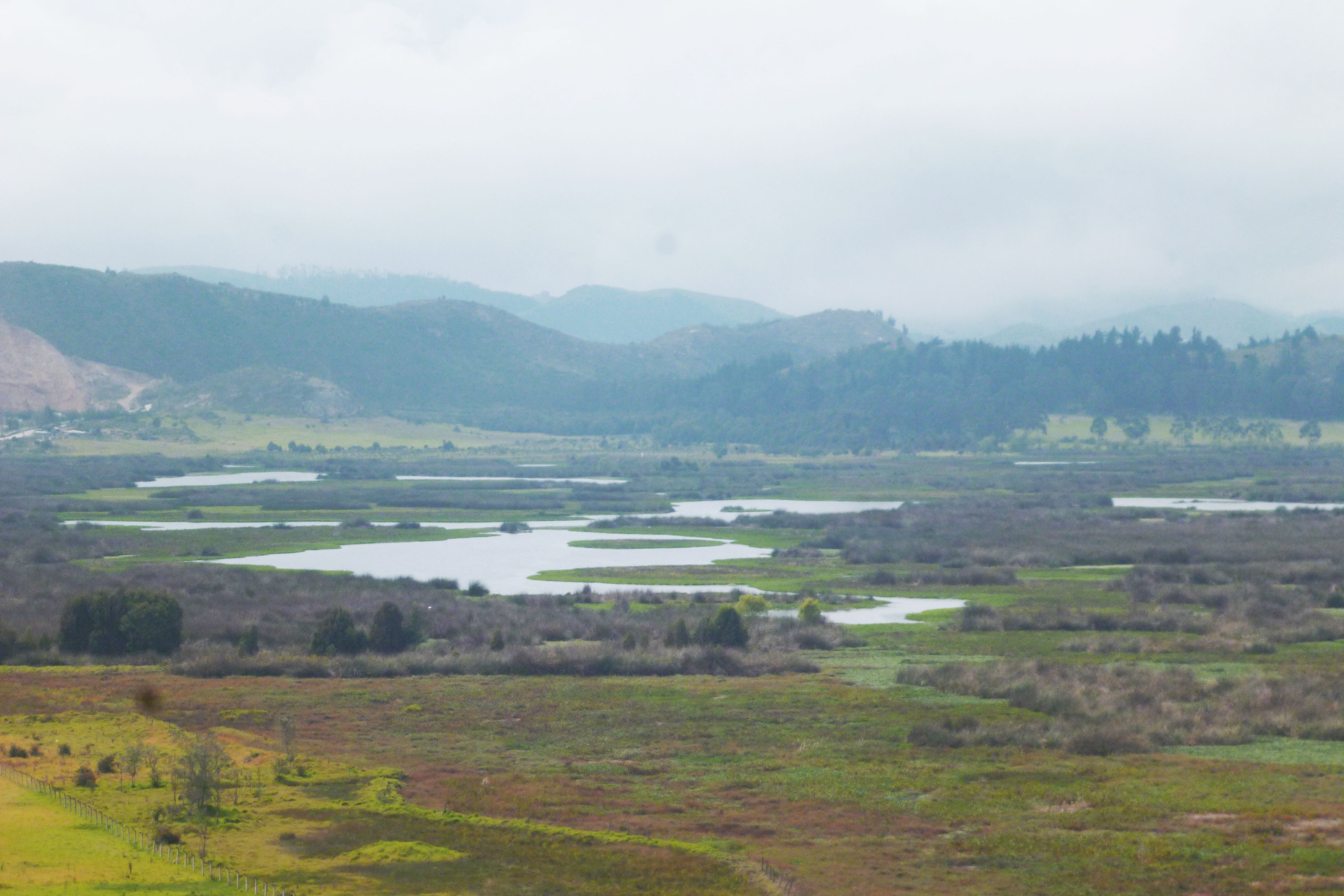
Laguna de La Herrea, Mosquera.
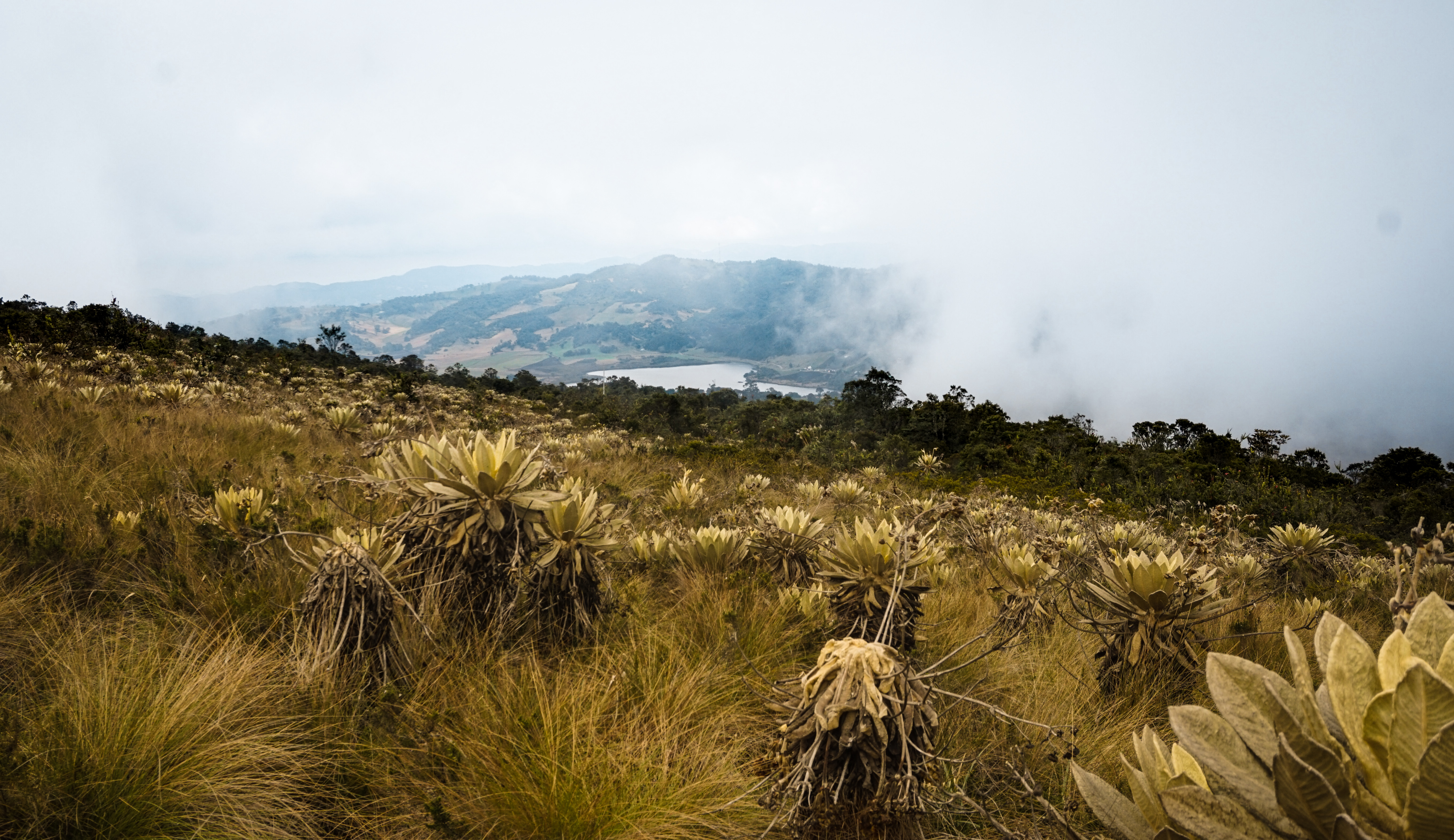
Macizo El Tablazo, Subachoque.
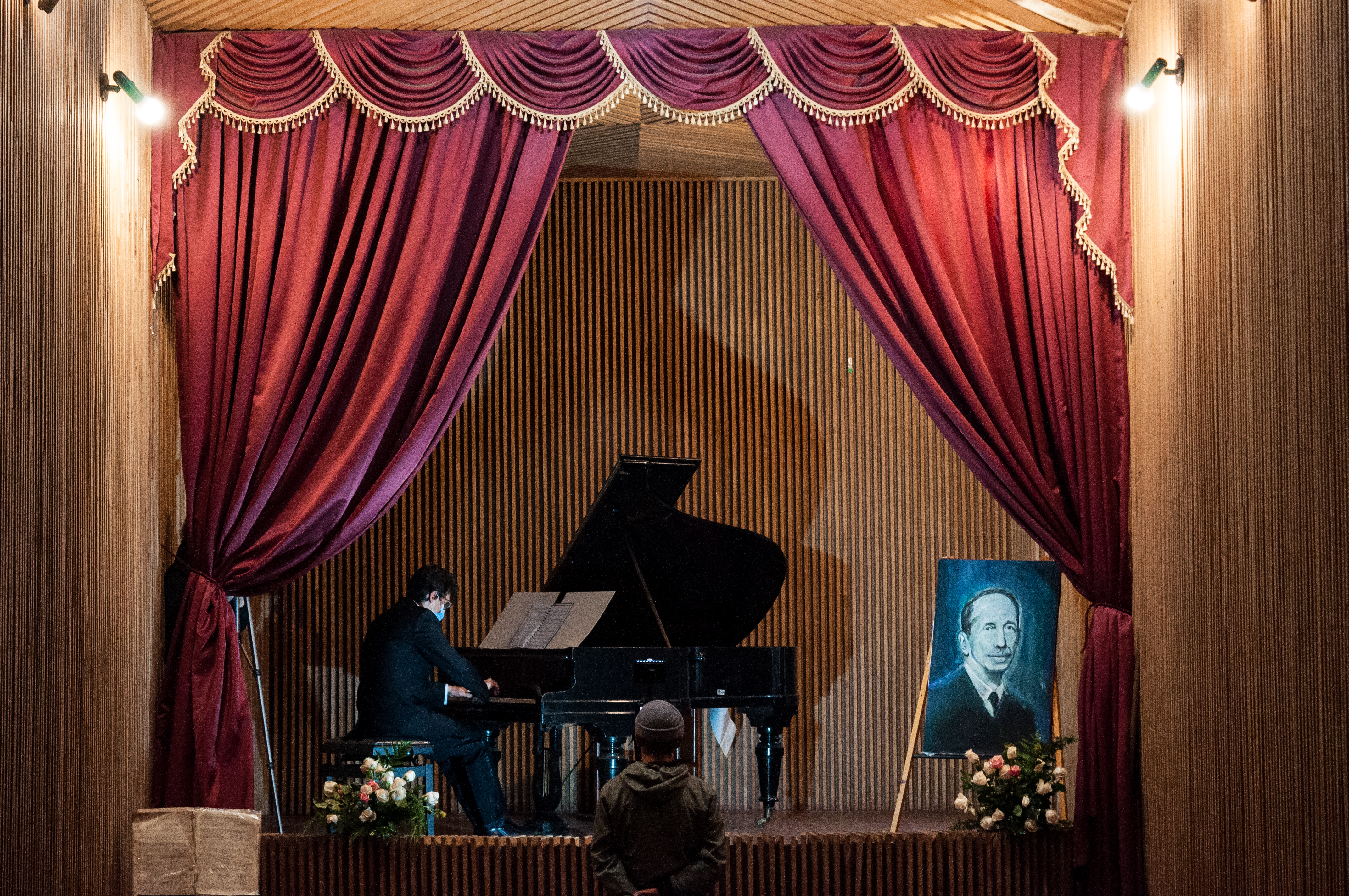
Sala de Música Guillermo Uribe Holguín, Zipacón.